# Natació als Jocs Olímpics d'estiu de 1920 - 400 metres lliures masculins
Els 400 metres lliures masculins va ser una de les nou proves de natació que es disputaren als Jocs Olímpics d'Anvers de Anvers. Era la tercera vegada que es disputava aquesta prova en uns Jocs, després que fos introduïda el 1908. La competició es disputà entre el 26 i el 28 d'agost de 1920. Hi van prendre part 22 nedadors procedents d'11 països.

## Medallistes
| Or                | Plata             | Bronze              |
| Norman Ross (USA) | Ludy Langer (USA) | George Vernot (CAN) |

## Rècords
Aquests eren els rècords del món i olímpic que hi havia abans de la celebració dels Jocs Olímpics de 1920.
| Rècord del Món | 5:14.6 | Norman Ross    | Los Angeles (USA) | 9 d'octubre de 1919  |
| Rècord Olímpic | 5:24.4 | George Hodgson | Estocolm (SWE)    | 14 de juliol de 1912 |

## Resultats

### Quarts de final
Els dos primers de cada sèrie i el millor tercer passen a semifinals.
Sèrie 1
| Posició | Nedador        | País         | Temps  | Qual. |
| ------- | -------------- | ------------ | ------ | ----- |
| 1       | Norman Ross    | Estats Units | 6'16"2 | Q     |
| 2       | Kenkichi Saito | Japó         | 6'16"8 | Q     |

Sèrie 2
| Posició | Nedador            | País       | Temps  | Qual. |
| ------- | ------------------ | ---------- | ------ | ----- |
| 1       | Harold Annison     | Regne Unit | 5'58"0 | Q     |
| 2       | Keith Kirkland     | Austràlia  | 6'12"2 | Q     |
| 3       | Paul Vasseur       | França     | 6'30"4 |       |
| 4       | Alfred Steen       | Noruega    | 6'30"6 |       |
| 5       | René Ricolfi-Doria | Suïssa     | ?      |       |

Sèrie 3
| Posició | Nedador        | País           | Temps  | Qual. |
| ------- | -------------- | -------------- | ------ | ----- |
| 1       | Bill Harris    | Estats Units   | 5'57"8 | Q     |
| 2       | Henry Taylor   | Regne Unit     | 6'01"2 | Q     |
| 3       | Masaren Uchida | Japó           | 6'40"0 |       |
| 4       | Alois Hrašek   | Txecoslovàquia | ?      |       |

Sèrie 4
| Posició | Nedador           | País         | Temps  | Qual. |
| ------- | ----------------- | ------------ | ------ | ----- |
| 1       | George Vernot     | Canadà       | 5'32"6 | Q     |
| 2       | Fred Kahele       | Estats Units | 5'37"4 | Q     |
| 3       | Frank Beaurepaire | Austràlia    | 5'42"0 | q     |
| 4       | Arne Borg         | Suècia       | ?      |       |
| 5       | Percy Peter       | Regne Unit   | ?      |       |
| 6       | Gilio Bisagno     | Itàlia       | ?      |       |

Sèrie 5
| Posició | Nedador             | País         | Temps  | Qual. |
| ------- | ------------------- | ------------ | ------ | ----- |
| 1       | Ludy Langer         | Estats Units | 5'41"4 | Q     |
| 2       | George Hodgson      | Canadà       | 5'49"8 | Q     |
| 3       | Jack Hatfield       | Regne Unit   | 5'50"6 |       |
| 4       | Harry Hay           | Austràlia    | ?      |       |
| 5       | Antonio Quarantotto | Itàlia       | ?      |       |

### Semifinals
Els dos primers de cada sèrie i el millor tercer passen a la final.
Semifinal 1
| Posició | Nedador        | País         | Temps  | Qual. |
| ------- | -------------- | ------------ | ------ | ----- |
| 1       | Norman Ross    | Estats Units | 5'33"8 | Q     |
| 2       | Fred Kahele    | Estats Units | 5'35"8 | Q     |
| 3       | Bill Harris    | Estats Units | 5'36"0 |       |
| 4       | Henry Taylor   | Regne Unit   | ?      |       |
| -       | Kenkichi Saito | Japó         | -      | DNF   |

Semifinal 2
| Posició | Nedador           | País         | Temps  | Qual. |
| ------- | ----------------- | ------------ | ------ | ----- |
| 1       | George Vernot     | Canadà       | 5'27"8 | Q     |
| 2       | Ludy Langer       | Estats Units | 5'29"2 | Q     |
| 3       | Frank Beaurepaire | Austràlia    | 5'32"8 | q     |
| 4       | George Hodgson    | Canadà       | ?      |       |
| 5       | Harold Annison    | Regne Unit   | ?      |       |
| -       | Keith Kirkland    | Austràlia    | -      | DNF   |

### Final
| Posició | Nedador           | País         | Temps  |
| ------- | ----------------- | ------------ | ------ |
| 1       | Norman Ross       | Estats Units | 5'26"8 |
| 2       | Ludy Langer       | Estats Units | 5'29"0 |
| 3       | George Vernot     | Canadà       | 5'29"6 |
| 4       | Fred Kahele       | Estats Units | ?      |
| -       | Frank Beaurepaire | Austràlia    | DNF    |